# City of Melbourne
City of Melbourne – obszar samorządu lokalnego (ang. local government area), położona w centralnej części Melbourne. Założona w 1842 roku. Obszar ten zamieszkuje 71380 ludzi (dane z 2006). Rada miasta zlokalizowana jest w Melbourne Town Hall.

## Dzielnice
- Carlton
- Carlton North
- Melbourne Docklands
- East Melbourne
- Jolimont
- Flemington
- Kensington
- Melbourne
- North Melbourne
- Port Melbourne
- Parkville
- Southbank
- South Yarra
- West Melbourne

## Ludność

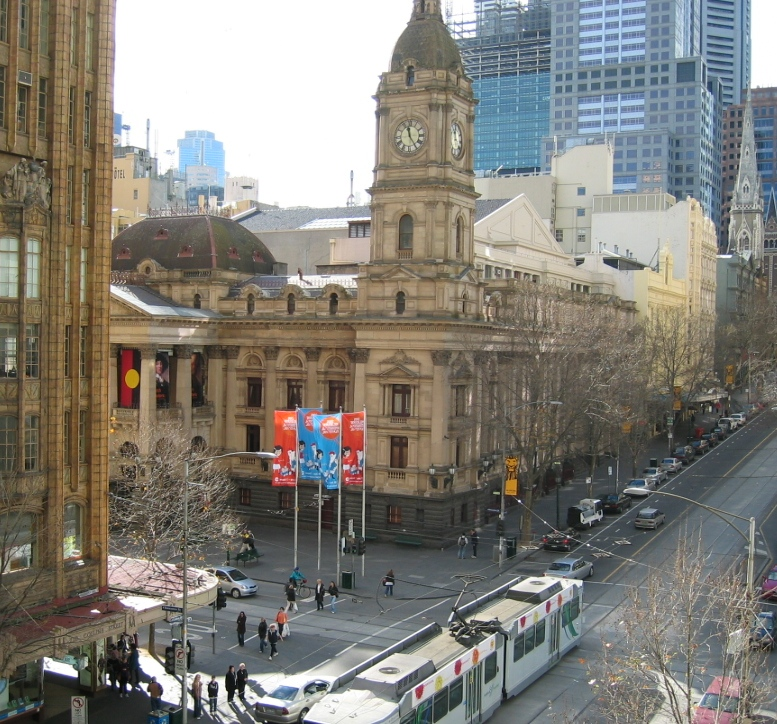
Melbourne Town Hall

| Rok  | Populacja |
| ---- | --------- |
| 1954 | 93 172    |
| 1958 | 89 800    |
| 1961 | 76 810    |
| 1966 | 75 709    |
| 1971 | 75 830    |
| 1976 | 65 167    |
| 1981 | 59 100    |
| 1986 | 56 100    |
| 1991 | 38 504    |
| 1996 | 45 253    |
| 2001 | 60 745    |
| 2006 | 71 380    |

## Miasta partnerskie
- Osaka, Japonia
- Tianjin, ChRL
- Saloniki, Grecja
- Boston, Stany Zjednoczone
- Los Angeles, Stany Zjednoczone
- Petersburg, Rosja
- Mediolan, Włochy
- Galle, Sri Lanka
- Vancouver, Kanada
- Montreal, Kanada
- Izmir, Turcja,
- Villahermosa, Meksyk